# Angoche
Angoche – miasto w Mozambiku, nad Kanałem Mozambickim, zamieszkane przez około 90 tys. mieszkańców. Do 1976 miasto nosiło nazwę António Enes.